# ブルシット・ジョブ
ブルシット・ジョブ――クソどうでもいい仕事の理論（英: Bullshit Jobs：A Theory）は、アメリカの人類学者デヴィッド・グレーバーによる2018年の著書で、無意味な仕事の存在と、その社会的有害性を分析している。彼は、社会的仕事の半分以上は無意味であり、仕事を自尊心と関連付ける労働倫理と一体となったときに心理的に破壊的になると主張している。グレーバーは、5種類の無意味な仕事について説明し、そこでは、労働者は自分の役割が自分の知っているほど無意味でも有害でもないふりをしているとする。労働と高潔な苦しみとの関連は人類の歴史の中で最近のものであると述べ、潜在的な解決策としてベーシックインカムを提案している。
原題にある"Bullshit Jobs"のBullshitは、原義は「牛糞」だが比喩的な意味ではなく、辞書での定義は「でたらめ」「たわごと」「ほら話」などの俗語であり、その意味で一般的によく使われる言葉である。

## 経緯
この本は、2013年に出版された人気のエッセイGraeberの拡張版である。このエッセイは後に12以上の言語に翻訳され、その基礎となる前提がYouGov世論調査の対象となった。その後、グレーバーは無意味な仕事をしている人々から数百の推薦状を募り、彼の事件をサイモン＆シュスターが2018年5月に出版した本に改訂した。

## 主張
この本で、グレーバーは、自動化の生産性の成果は、1930年に経済学者のジョン・メイナード・ケインズが予見したような「週15時間労働」には結びついておらず、代わりに「ブルシット・ジョブ」を生み出している、と主張している。 
グレーバーは、美徳の源としての仕事は最近の考えであり、仕事は古典時代の貴族によって軽蔑されていたが、ジョン・ロックのような当時の急進派の哲学者によって美徳として賞賛されたと考えている。勤労を美徳とするピューリタンの考えは、労働者階級の苦労を高貴なものとして正当化した。ブルシット・ジョブは現代のライフスタイルを正当化する。鈍い仕事の痛みは消費者の欲求を満たす能力の適切な正当化であり、それらの欲求を満たすことは確かに無意味な仕事を通して苦しむことに対する報酬だ。したがって、時間の経過とともに、技術の進歩から引き出された繁栄は、仕事から追加の余暇を購入するのではなく、それ自体のために産業と消費者の成長に再投資されてきた。ブルシット・ジョブは政治的な目的にも役立つ。政党は、仕事が充実しているかどうかよりも、仕事を持つことに関心がある。さらに、彼は、忙しい仕事で占められている人々は反乱を起こす時間が少ないと主張している。
問題の解決策として、グレーバーはベーシックインカムを提唱し、それにより人々にとって仕事が「レジャー」となると主張している。

## ブルシット・ジョブの定義
ブルシット・ジョブとは、被雇用者本人でさえ、その存在を正当化しがたいほど、完璧に無意味で、不必要で、有害でもある有償の雇用の形態である。とはいえ、その雇用条件の一環として、本人は、そうではないと取り繕わなければならないように感じている。—デヴィッド・グレーバー、

## ブルシット・ジョブの種類
グレーバーは、以下に述べる5種類の「ブルシット・ジョブ」について説明している。
取り巻き
誰かを偉そうにみせたり、偉そうな気分を味わわせたりするためだけに存在している仕事。例えば、受付係、管理アシスタント、ドアアテンダント。「管理職に昇進した以上、部下をつけなければならない」と見做されて仕事もないのに雇われた人々。権威付けと序列、メンバシップを確認する為だけにある会議体。
脅し屋
雇用主のために他人を脅したり欺いたりする要素を持ち、そのことに意味が感じられない仕事。ロビイスト、顧問弁護士、テレマーケティング業者、広報スペシャリストなど、雇用主に代わって他人を傷つけたり欺いたりするために行動する悪党。
尻ぬぐい
組織のなかの存在してはならない欠陥を取り繕うためだけに存在している仕事。たとえば、粗雑なコードを修復するプログラマー、バッグが到着しない乗客を落ち着かせる航空会社のデスクスタッフ。
書類穴埋め人
組織が実際にはやっていないことを、やっていると主張するために存在している仕事。たとえば、調査管理者、社内の雑誌ジャーナリスト、企業コンプライアンス担当者など。役に立たないときに何か便利なことが行われているように見せる。
タスクマスター
他人に仕事を割り当てるためだけに存在し、ブルシット・ジョブを作り出す仕事。中間管理職や号令係、取り次ぎや仲介。